# Theba
Genre
Theba est un genre d'escargots terrestres de la famille des Helicidae.
Les espèces de ce genre sont répandues dans le bassin méditerranéen, aux îles Canaries et au Maroc.

## Liste partielle des espèces
- Theba andalusica Gittenberger & Ripken, 1987
- Theba arinagae Gittenberger & Ripken, 1987
- Theba geminata (Mousson, 1857)
- Theba impugnata (Mousson, 1857)
- Theba pisana (O. F. Müller 1774) — cagot, morguette, luma
- Theba subdentata (Férussac, 1821)